# 二村定一
二村 定一（ふたむら ていいち、本名：林 貞一、1900年（明治33年）6月13日 - 1948年（昭和23年）9月12日）は、昭和初期を代表する歌手・ボードビリアン。山口県下関市出身。愛称は「べーちゃん」。

## 略歴

### 生い立ち
下関の料亭「海月」の経営者・二村貞衛と、義太夫芸妓・林トキの子として生まれる。トキは貞衛の愛人であり、貞衛には正妻との間に長男がいる。
貞一は生後間もなく二村家に入籍して次男となる。少年時代に邦楽に親しみ、長じて洋楽に興味を持つようになる。
1915年に大阪薬学校に入学するも、宝塚歌劇団に傾倒し、中退した後に下関に一時帰郷する。帰郷後は、裁判所の書記や銀行の事務員をしていた。1917年に、下関に浅草オペラが来演。入門を志願するがこの時は断られてしまう。

### 浅草オペラ
二村は徴兵検査を受けた後に上京して浅草オペラの高田雅夫に私淑。1920年、伊庭孝脚本による歌劇「釈迦」で初舞台を踏む。その後、「嫁の取引」「カルメン」「真夏の夜の夢」「地獄祭り」等に出演。地獄祭りは、ニッポノホンよりレコード化されている。
1923年、関東大震災が発生し、浅草オペラの人気が下火になると、二村にとって不遇な時代が始まる。ちなみにこの頃に君恋しを吹き込んだが、関東大震災が発生し、レコード発売は実現しなかった。

### 流行歌の鼻祖
二村は、1920年代初頭にいち早く海外のポピュラーソングに興味を持って独学で歌唱法を習得していた。そのため1920年代後半には、大阪のユニオンダンスホールで活躍していた井田一郎のジャズバンドにヴォーカリストとして参加するなど、日本有数のジャズシンガーとなっていた。
一方では1927年7月20日ヴェルディの「リゴレット」、9月21日、同じヴェルデイの「アイーダ」、11月23日ワーグナーの「タンホイザー」のラジオオペラに出演したり、リサイタルを開き、マスカーニの「カヴァレリア・ルスティカーナ」やヴェルディの「イル・トロヴァトーレ」の一部や「帰れソレントへ」などを唄うなど新進テナー歌手としても活躍した。
レコードについては、浅草オペラ時代の1924年（大正13年）から佐々紅華の脚本・作曲による喜歌劇やお伽歌劇を吹き込みはじめ、1925年（大正14年）からはニッポノホンで「テルミー」などの外国曲を吹込んだ。
昭和に入ると、天野喜久代とともに堀内敬三によって起用され、放送オペラに出演するほか、1928（昭和3年）にはニッポノホン、ビクターで吹込んだ堀内訳詞による「私の青空（あほ空）」「アラビヤの唄」が大ヒット。
1929年（昭和4年）にはビクターから発売された「君恋し」「浪花小唄」「神田小唄」が連続してヒットし、佐藤千夜子ともにレコード歌手第一号と呼ばれた。1930年（昭和5年）夏、コロムビアに移籍してからは、「エロ草紙」「チョンマゲ道中」などの中ヒットが多く、その後タイヘイ、太陽などのマイナーレーベルからも200曲以上を発売。
「東京行進曲」の佐藤千夜子とともに、日本の流行歌手のパイオニアであった。口さがないファンは、二村の大きな鼻に引っ掛けて「流行歌の鼻祖」と呼んでいた。二村は明快な歌声であるが、ジャズもよくする傍ら邦楽もそつなくこなし、1930年代にアメリカのポピュラー音楽界で主流であったクルーナー唱法をもマスターするなどその技術面は際立っていた。一方では「笑ひ薬」のようなコミックソングを豊かな表現力で歌い、技巧的にも優れていた。
1930年（昭和5年）、カジノ・フォーリーの公演に参加して以来榎本健一と行動をともにし、同年一緒にプペ・ダンサントに加入。カジノ・フォーリーが川端康成により新聞小説「浅草紅団」に紹介され、一躍大人気を博した。文才もあり俳優としての才能に富んでいた。全盛期のステージは「古老から、名古屋公演のようすを聞いたことがある。「ソーニャ」の演奏に合わせて、舞台の袖からセーラーズボンで颯爽と歌いながら登場した二村定一はぞくぞくするほど格好よかった」という。
レコード歌手としての活躍後はボードビリアンとして活躍した。愛称の『ベーちゃん』は本人は「ベートーヴェンに似ているからだ」と言っていたが実際はその大きな鼻がシラノ・ド・ベルジュラックを連想させるところから付いたものだといわれている。1931年（昭和6年）に榎本健一と二人座長で立ち上げたピエル・ブリヤントは浅草の人気を独占した。映画への進出によって、その人気は全国的なものとなった。PCL映画「エノケン主演 青春酔虎伝」の出演を皮切りに、「エノケンの近藤勇」「千万長者」「どんぐり頓兵衛」「ちゃっきり金太」と映画は連続ヒット。舞台においても野球人気に便乗した「民謡六大学」が大当たりした。
ただ、エノケンの人気が先行した（劇団も「エノケン一座」と呼ばれるようになった）ことに腹を据えかねた二村は、たびたび一座を離れ、小林千代子一座などを転々とし、1940年（昭和15年）の東宝映画「エノケンの弥次喜多」を最後に袂を分かち、独立した活動を行うようになってしまい、以降は浅草の舞台を中心に細々と舞台活動を続けていた。

### 晩年
太平洋戦争中に満州に渡り、現地で終戦を迎える。以前から酒好きで有名だったが、満州に渡ってからは終戦期前後にかけて飲酒量が大幅に増し、一気に体調を悪くした。1946年（昭和21年）帰国。エノケン一座の田島辰夫と結婚していた大阪の妹の家に身を寄せ、「引揚文化人の会」の一員として街頭で歌い、歌手活動を再開していたが、昔日の面影はなかった。
榎本健一が舞台「らくだの馬さん」の大家の役として復帰させたり、二村を尊敬していた服部良一の世話でレコード吹き込みの話が出るなど、周囲の好意によるカムバックが進んでいたが、二村の健康は酒を嗜み続けたせいで既に損なわれており、1948年（昭和23年）6月、公演中に吐血して入院、3か月後に肝硬変の悪化により、48年の生涯を閉じた。晩年、吐血した二村が手についた血を見ながら、もう酒が飲めなくなると嘆いたという悲惨なエピソードが残されている。
30代後半の頃にファンの女性と結婚をしたが半年ほどしか続かず、別れた。本人は「もう、女はこりごりだ」と言ったが母親は「こりるほど一緒にいなかった癖に」とたしなめたという。同性愛者だったとも言われ、葬儀の際は可愛がっていた慶應大生が費用を一切受け持ったという。義弟の田島辰夫は、エノケン一座の俳優であった。
時期は不明だが、観客から「鼻の定ちゃん!しっかりやれ!!」と言われて、それに激怒した二村が、急に歌を止めて、「うるさい! 黙って聴いとれ!」と言い返して、当時、バンドリーダーだった阪田英一が、「鼻の事を言われたからといって、そんなに怒るな。二村氏」と宥めた。

## 代表曲
- 「アラビヤの唄」（1928年） - 2004年度NHK教育テレビ「アラビア語会話」のテーマソングとして使用された。
- 「私の青空」（1928年） - 1970年ロバート・アルトマン監督のアメリカ映画「M★A★S★H マッシュ」の挿入歌に使用された。
- 「笑ひ薬」（1928年） - 曲は「オクラホマ・ミキサー」が元になっている。
- 「茶目子の一日」 - 児童劇。（平井英子歌唱・先生と弁士の役で出演 1929年）
- 「君恋し」（1929年） - 1961年にフランク永井がこの曲をカバー、大ヒットしレコード大賞を受賞した。
- 「神田小唄」（1929年）
- 「浪花小唄（道頓堀夜景）」（1929年） 藤本二三吉歌唱によるレコードもある。
- 「となり横丁」（1929年）- 曲は「フニクリ・フニクラ」が元になっている。
- 「洒落男」（1930年）- 榎本健一の持ち歌で有名だが、日本で最初にレコード化したのは二村である。
- 「ミス・ニッポン」（1931年） - 日活映画「ミス・ニッポン」主題歌。ジャズ・ソング。
- 「百萬圓」（「百万円」）（1932年） - ユーモアソング。この曲は朝日放送の探偵!ナイトスクープ2007年11月16日放送分にて取り上げられた。

## 出演作品
- エノケンの青春酔虎伝（1934年、P.C.L.）
- エノケンの魔術師（1934年、P.C.L.） - 歌手
- エノケンの近藤勇（1935年、P.C.L.） - 桂小五郎
- エノケンのどんぐり頓兵衛（1936年、P.C.L.） - 乾分団九郎
- エノケンの千万長者（1936年、P.C.L.）
- 続エノケンの千万長者（1936年、P.C.L.）
- エノケンの江戸っ子三太（1936年、P.C.L.） - 清吉
- エノケンのちゃっきり金太 前篇（1937年、P.C.L.）
  - 第一話 まゝよ三度笠の巻
  - 第二話 行きはよいよいの巻
- エノケンのちゃっきり金太 後篇（1937年、P.C.L.）
  - 第三話 帰りは怖いの巻
  - 第四話 まてば日和の巻
- エノケンのがっちり時代（1939年、東宝映画東京） - 三村清一
- エノケンの弥次喜多（1939年、東宝映画東京） - 弥次郎兵衛

## 関連書籍
- 毛利眞人『沙漠に日が落ちて─二村定一伝』（2012年1月27日、講談社）ISBN 978-4062173919
- 色川武大『怪しい来客簿』（「砂漠に陽は落ちて」）（1978年4月、文藝春秋）
- 色川武大『なつかしい芸人たち』（「流行歌の鼻祖－二村定一のこと」）（1989年、新潮社）